# Élections régionales de 2008 dans les Açores
Les élections régionales de 2008 (en portugais : Eleições legislativas regionais nos Açores em 2008) se sont tenues le 19 octobre 2008 dans les Açores afin d'élire les 57 députés de l'Assemblée législative.

## Résultats
| Partis                   | Partis                                   | Voix    | %     | Sièges | +/-           |
| ------------------------ | ---------------------------------------- | ------- | ----- | ------ | ------------- |
|                          | Parti socialiste (PS)                    | 44 940  | 49,92 | 30     | 1             |
|                          | Parti social-démocrate (PPD/PSD)         | 27 254  | 30,27 | 18     | Nv.           |
|                          | CDS – Parti populaire (CDS-PP)           | 7 857   | 8,73  | 5      | Nv.           |
|                          | Bloc de gauche (BE)                      | 2 972   | 3,30  | 2      | 2             |
|                          | Coalition démocratique unitaire (CDU)    | 2 829   | 3,14  | 1      | 1             |
|                          | Mouvement du parti de la Terre (MPT)     | 674     | 0,75  | 0      | en stagnation |
|                          | Parti démocratique de l'Atlantique (PDA) | 627     | 0,70  | 0      | en stagnation |
|                          | Parti populaire monarchiste (PPM)        | 423     | 0,47  | 1      | 1             |
|                          | Votes blancs                             | 1 685   | 1,87  |        |               |
|                          | Votes nuls                               | 770     | 0,86  |        |               |
|                          |                                          |         |       |        |               |
| Total                    | Total                                    | 90 030  | 100   | 57     | 5             |
| Abstentions              | Abstentions                              | 102 913 | 53,34 |        |               |
| Inscrits / participation | Inscrits / participation                 | 192 943 | 46,66 |        |               |